# Дионис
Вижте пояснителната страница за други значения на Дионисий.
За картината на Караваджо „Бакхус“, вижте Бакхус
Дионис (на старогръцки: Διόνυσος; на латински: Bacchus) е божество на възраждащата се и умиращата природа, на плодородието, на лозарството, гроздобера и виното, на веселието и ритуалната лудост, на религиозния екстаз и театъра в древногръцката религия и митология. Почитан е и в Древния Рим (като Бакхус, Либер Патер), както и в Тракия и Фригия. Митологията на гърците и римляните описва Дионис като син на бог Зевс и на тиванската принцеса Семела, а в орфическата традиция той е син на Зевс и богинята Персефона, дъщеря на земеделското божество Деметра. С последната го свързват и Елевзинските мистерии, в които е отъждествяван с нейния син (или съпруг) Иакхос (Якх). Дионис е един от главните богове в гръцкия пантеон, той е важен бог в древногръцката религия и значението му нараства с времето, макар и включван като последен в списъка на дванадесетте Олимпийски богове и единствен с простосмъртна майка.
Празниците, посветени на Дионис (Дионисови мистерии), в Гърция се наричат Дионисии, в Рим – вакханалии, в Тракия – розалии. Фестивалите в негова чест са движеща сила за развитието на старогръцкия театър. Култът към Дионис е също „култ към душите“; неговите менади (вакханки) хранят мъртвите с кървави приношения, а богът осъществява божествената комуникация между живите и мъртвите. На повторното раждане (прераждане) и метаморфози (превръщания) в различните версии се отдава мистично значение. Те са основен мотив в култа на Дионис и мистериите, свързани с него, които се отразяват и в съвременните народни празненства на Балканите, свързани с лозарството. Наричан Eleutherios (Освободител), той дава чрез виното, музиката и танца свобода на последователите си, премахва страховете и грижите им и чрез участието си в мистериите те получават неговата сила. Еврипид описва това във Вакханки

## Изобразяване
До края на 5 век пр.н.е. Дионис е изобразяван, под формата на дърво или колона, с маска на брадат мъж, с дълъг хитон и венец от бръшлян или лозови листа и тирс вместо жезъл. От края на 5 век пр.н.е. и особено от 4 век пр.н.е. – като дългокос младеж, носещ високи обувки, много често преметнал през рамо сърнешка или пантерова кожа и със следните атрибути: тирс, чаша, бръшлян, лоза, фалос.
Изображения на Дионис се срещат в тракийското изкуство още преди римската епоха: Боровско съкровище (сватба с Ариадна, дъщерята на критския цар Минос - в съгласие с легендата, че след като е отведена от Тезей към Атина, по пътя богът му я отнема и се жени за нея), Панагюрско съкровище (с менадата Ериопа и вакханки) и др. Изобразява се по-често през римско време и то на оброчни плочки – юноша с вдигната край главата ръка, наоколо - Пан, сатири, пантера и други фигури. Най-интересният тип на Дионис е изобразен на оброчна плочка от Мелник от 214 г. – конник, наречен в надписа „бог Асдулес“, със спътници под лоза. Релефът на друга плочка изобразява намирането на Ариадна на о. Наксос. По българските земи се срещат и изображения на Дионис и Херакъл на колесница. Изобразяван е често с кантарос (чаша с 2 дръжки) и тирс (жезъл), понякога обвит с лоза и с капещ пчелен мед, който е както магически източник на благодат, така и оръжие срещу враговете на неговия култ.
- Спътници: Пан, менади, сатири, силени.
- Атрибути: тирс, фалос, кантарос, бръшлян, лоза
- Свещени животни: бик, козел, змия сърна, пантера, лъв, магаре.

## Митология

### Зевс и Семела
Според една от основните версии за рождението му, Дионис е син на Зевс и на Семела, която понякога е представяна, като смъртна жена, друг път – като богиня на земята - и името на която някои автори свързват с фригийската дума zemelos („земен“). Ревнивата богиня Хера, съпругата на Зевс, разбира, че Семела е бременна от него и ѝ се явява, като старица, внушава й съмнение, че наистина е заченала от бог. Убеждава я да поиска доказателство, като накара бога-гръмовержец да й покаже силата си. Успява въпреки настояванията му да се откаже и да поиска друго (заради ненарушимата клетва във водите на Стикс, която вече й е дал, да й изпълни желанието) и умира поразена от пламъците на Зевсовите мълнии. Богът спасява нероденото дете, като го зашива в бедрото си, където го доизносва и няколко месеца по-късно момчето се ражда. Семела не остава завинаги в Подземния свят - Дионис я извежда оттам и я прави безсмъртна.

### Роден два пъти
В представите на орфизма първа ражда Дионис Персефона, която забременява с него от Зевс. Но Хера праща титаните да го убият. Те изглежда първо опитват да  го примамят с играчки, а после го подгонват и нападат, но той ги затруднява претърпявайки неколкократни метаморфози – в лъв, бик, козел, пантера. Накрая съумяват да го разкъсат и отчасти - изядат (Атина и Деметра спасяват сърцето му). Мотивът на титаните, според този мит, е страх че Дионис ще наследи трона на Зевс. Гръмовержецът на свой ред ги изпепелява с мълнията си. От праха им (или по скоро - от пепелта им), според легендата, са се родили хората, което прави всеки човек носител на частица от Дионис, т.е. божествена същност. Това схващане е основа на Дионисовите мистерии. Семела изяжда сърцето или то е положено в утробата й от Зевс и така Дионис се възстановява пак във вид на бебе и повторно се ражда. Затова го наричат „Дважди роден“. 

### Гибелта на Ликург и на Пентей
Началото на живота си Дионис прекарва извън Балканския полуостров. Като мястото, където е отгледан от нимфи или други свръхестествени същества се посочва някаква планинска местност или планина, наречена Ниса, което може да е свързано с произхода на името Дионис (което може би значи Богът от Ниса). Известно време странства и се подвизава в чужбина. Следван винаги от тиас – спътници, най-често жени, Дионис завладява разни страни, в които жените преминават на негова страна, опълчват се срещу мъжете си, напускат градовете и бродят из планините, обхванати от вакхическа лудост. Накрая посещава и земите от където е родом майка му и там установява, че невсички са съгласни да го почитат. Още Омир разказва легендата за настроения враждебно към него Ликург, по-късно споменаван като цар на тракийското племе едони. Дионис се уплашва от неговия вик и се скрива в лоното на Тетида, но впоследствие воюва с него, пленява го и го ослепява. По други версии му вдъхва лудост и той убива сина си Дриант с брадва, мислейки че подрязва лоза, или е разкъсан от конете си на върха на планина. На мястото на Ликург Дионис поставя Харопс, който му е издал тайните на Ликург. На династията му, наследила и тайните на Дионисовите мистерии, според някои автори е потомък Орфей. После Дионис отива в Тива, където учреденият от него култ не се харесва на цар Пентей, внук на Кадъм и Дионис погубва и него, а новият цар е Полидор, син на Кадъм.

## Култ към Дионис
Виното играе важна роля в гръцката култура и консумацията му заема главно място в култа към Дионис. Той е и бог на непосредственото явяване, „пристигащият бог“, и това е съществена част от култа към него. Произходът на Дионисий остава неясен, но той винаги е чужденец (включително като потомък на Кадъм, който е финикийски преселник), а формите на култа към него са разнообразни, описани от античните източници както при гърците, така и при траките. В някои религиозни традиции той пристига от Изток, като чужденец от Азия, в други от Юг – от Етиопия. Някои учени го смятат за синкретична форма на гръцко божество на природата с богове на траките и фригите (Сабазий и Залмоксис).

### При гърците и римляните
Макар култът към Дионис да се утвърждава през VII век пр.н.е., съществуването му е регистрирано в много по-ранни източници. Появата на името му в глинени таблички, написани с писмото Линеар Б (XIII век пр.н.е.) свидетелства, че той е почитан още по време на Микенския период, а следи от сходен култ са регистрирани и в Минойски Крит. По-късните легенди за произхода на култа му приписват различен произход – според някои той е тракийски, според други – гръцки, според трети той идва от Азия или от Етиопия.
Дионисовият ритуал включва пеещи и танцуващи хорове, както и шествия. Хоровете изпълняват в чест на бога особен химн, наречен дитирамб. На процесиите, твърде весели и шумни, разнасят фалос, символ на плодородието и обновлението на природата. Дионис повече от останалите богове подтиква вярващите към мистичен екстаз, буйни гърчове и необуздано въодушевление. В това сигурно играе роля и виното, но не по-малко и селската традиция на веселите празници, които следват тежката работа през лятото и есента. Участниците в Дионисиевото шествие охотно се преобразяват в легендарните придружители на бога, сатирите, чрез специален костюм: брадати, чипоноси маски, около бедрата - кози кожи с опашка и изкуствен фалос.
Към края на архаичната епоха в неговия култ се появяват драматични представления. Според сведенията на Аристотел („Поетика“, IV, 1449 a) трагедията води началото си от дитирамба, чието име „трагедия“ („песен на козела“) напомня козел-трагос, животно, посветено на Дионис. На атическия поет Теспис се приписва инициативата да въведе диалог между един актьор и хора с неговия водител, внасяйки по този начин в лирическия химн на дитирамба драматичен елемент, който бързо се развива. Според Пароската хроника първото драматическо представление в Атина е през 534 г. пр.н.е., при управлението на тирана Пизистрат, с което се заражда театралното изкуство. Главните Дионисови празници в Древна Атина са Големите Дионисии (Градски Дионисии) в края на март и Ленеите. По селата на Атика в края на ноември се празнуват Селските Дионисии. По време на празниците се дават театрални представления и се устройват състезания. Тези представления запазват ясно изразения си религиозен характер до края на Елинистическата епоха; във всяко от светилищата на Дионис имал специално съоръжение (орхестра) – отначало дървено, а по-късно зидано, предназначено за хора и олтара на бога; почетното място е отредено на жреца на Дионис. Представленията се дават само по случай религиозните празненства и са предхождани от други обреди, шествия, жертвоприношения, очищения.
По време на походите си към Мала Азия Александър Велики се обявява за „Нов Дионис“. Той, както и Гай Октавий, бащата на първия римски принцепс-монарх Октавиан Август, получават династични предсказания именно в светилище на Дионис.

### При траките
Според древните извори култът на Дионис в Тракия се отличава от този в Гърция. Монети на тракийски царе (Аматок, Медок и др.) често носят символи на Дионис – гроздове, двойна брадва, или самия Дионис. Много от проучените светилища на българска територия подсказват, че може да са посветени на Дионис. Такива обекти са разкрити на територията на Родопите, Рила и в Пирин. По времето на Херодот светилището на Дионис в Тракия вече е знаменито. То е във владенията на тракийското племе сатри, а жреците в този древен храм са от рода на Бесите. Светилището се намирало, според този писател, на „най-високата планина в Тракия“. Осем столетия след него Макробий според тълкуванията на съвременните траколози, вероятно говори за същото светилище – „на хълма Зилмисос е посветен храм във формата на ротонда, чийто покрив по средата е открит“. Тези сведения са потвърдени и от Светоний, който съобщава, че при едно предсказание „такъв голям пламък лумнал, че се издигнал нагоре над върха на светилището“. По тези сведения историците установяват формата на храма – кръгъл и свързан символично със слънчевия култ. Древните извори споменават и че „покривът по средата е открит“, за да могат да проникват във вътрешността слънчевите лъчи.
От началото на 20. век българските археолози и траколози усилено търсят останките на прословутото светилище на Дионис в Тракия, засвидетелствано от древногръцкия историк Херодот (V век пр.н.е.). За местонахождението му са популярни 2 основни хипотези. Според тази на проф.Николай Овчаров, то е разположено в монументалните скали над река Перперек, упорито е интерпретирани от него с едно от вероятните му по-късни названия – Перперикон. Против нея се изказват проф.Валерия Фол и други водещи траколози, твърдейки че въпреки голяма вероятност, светилището да е било в северозападния дял на Родопите, древният източник (Херодот) не е конкретен и трудно може да се посочи правилната планина в Тракия. Според проф. Фол, въпросният обект не е самостоен, защото такива големи регионални светилища, в които се почита и Дионис, и Слънце-богът същевременно са извършвани и астрономически наблюдения. Херодот говори за това, което е най-близо до егейския бряг, и то може да е именно това в Рила или някое от светилищата в Западните Родопи. Като вероятно негово място, проф. Валерия Фол не изключва и планината Пангей, която е една от Дионисовите планини, където е Пещерата на Дионис, където са извършвани пророчества. Тя изтъква, като възможно местонахождение на обекта и Стара планина. Една от последните хипотези за местонахождението на светилището е изказана от проф.Диана Гергова, която няколко сезона проучва обект на връх Острец в Родопа планина, който представлява монументално светилище посветено на Дионис.
Познати са следните Дионисови култове в Древна Тракия:
- като слънчев бог – преди всичко в Тракия, широко засвидетелстван култ. Макробий пише, че траките почитат Дионис, когото наричали Себадий, на връх Зилмисос в кръгъл храм. Покривът на този храм е с отвор, откъдето да проникват слънчевите лъчи.
- Сабазий според древни автори е ипостас на тракийския Дионис.
- като прорицател; култ само в Тракия, свързан с Марон, Рез, Орфей и др. Сближава се по този начин с култа към Аполон. Вероятно под тракийско влияние в светилището на Аполон в Делфи започва да се почита и Дионис, който замества там Аполон през зимните месеци. Херодот пише за прорицалище на Дионис на върха на най-високата планина в Тракия, а други автори споменават като място на прорицалището планините Пангей или Хемус. Според Херодот тамошните жреци дават предсказания, подобно на тези на Пития в Делфи. В това прорицалище се пазят и дъсчици със свещените писания на Орфей. Проф. Николай Овчаров предлага хипотеза, че откритото светилище в Перперикон в Родопите е именно този храм.
- официален култ в Севтополис.
- през римската епоха на територията на България са засвидетелствани многобройни култови сдружения, посветени на Дионис, наричани „бакхейони“ или „тиаси“.